# Гесики, Майк
Майкл Уильям Гесики (англ. Michael William Gesicki, 3 октября 1995, Манахокин, Нью-Джерси) — профессиональный американский футболист, тайт-энд клуба НФЛ «Майами Долфинс». На студенческом уровне выступал за команду университета штата Пенсильвания, один из самых результативных тайт-эндов в её истории.

## Биография
Майкл Гесики родился 3 октября 1995 года в Манахокине в Нью-Джерси, младший из трёх детей в семье. Он окончил старшую школу Сазерн Реджионал в Стаффорде. В составе футбольной команды Гесики набрал на приёме 1 817 ярдов, установив рекорд школы. На момент выпуска он входил в число лучших тайт-эндов по версиям сайтов 247Sports, ESPN, Rivals и Scout. Гесики успешно играл за школьные команды по баскетболу и волейболу. После окончания школы он получил спортивную стипендию в университете штата Пенсильвания.

### Любительская карьера
В турнире NCAA Гесики дебютировал в сезоне 2014 года, сыграв в тринадцати матчах. По итогам года он был включён в состав символической сборной новичков конференции Big Ten. В 2015 году он сыграл двенадцать матчей, восемь из которых начал в стартовом составе.
В сезоне 2016 года Гесики закрепился в основном составе «Пенн Стейт», сыграв четырнадцать матчей. По итогам турнира он стал лучшим тайт-эндом конференции по количеству приёмов, ярдов на приёме и тачдаунов на приёме. В 2017 году он провёл тринадцать матчей, набрав 679 ярдов с девятью тачдаунами. Оба результата стали рекордными для тайт-эндов команды университета.

#### Статистика выступлений в NCAA
| Сезон | Команда                   | Игры | Приём | Приём | Приём | Приём | Вынос | Вынос | Вынос | Вынос |
| Сезон | Команда                   | Игры | Rec   | Yds   | Y/A   | TD    | Att   | Yds   | Y/A   | TD    |
| ----- | ------------------------- | ---- | ----- | ----- | ----- | ----- | ----- | ----- | ----- | ----- |
| 2014  | Пенн Стейт Ниттани Лайонс | 13   | 11    | 114   | 10,4  | 0     | 0     | 0     | 0,0   | 0     |
| 2015  | Пенн Стейт Ниттани Лайонс | 12   | 13    | 125   | 9,6   | 1     | 0     | 0     | 0,0   | 0     |
| 2016  | Пенн Стейт Ниттани Лайонс | 14   | 48    | 679   | 14,1  | 5     | 0     | 0     | 0,0   | 0     |
| 2017  | Пенн Стейт Ниттани Лайонс | 13   | 57    | 563   | 9,9   | 9     | 0     | 0     | 0,0   | 0     |
| Всего | Всего                     | 52   | 129   | 1 481 | 11,5  | 15    | 0     | 0     | 0,0   | 0     |

### Профессиональная карьера
Перед драфтом НФЛ 2018 года обозреватель сайта WalterFootball Чарли Кэмпбелл характеризовал Гесики как тайт-энда, способного получать преимущество перед защитниками за счёт своих физических данных, скорости и маневренности. Среди недостатков он указывал большое число ошибок при приёме и неэффективную игру на блоках. Аналитик Bleacher Report Мэтт Миллер отмечал, что Гесики пригодится его опыт игры в баскетбол и волейбол. К плюсам тайт-энда он относил его скорость, опыт игры в стартовом составе, игровой интеллект. К минусам, кроме навыков блокирующего, Миллер относил проблемы при игре против плотного прикрытия на линии розыгрыша и ограниченное количество маршрутов, использовавшееся в нападении «Пенн Стейт».
На драфте Гесики был выбран клубом «Майами Долфинс» во втором раунде под общим 42-м номером. В июне он подписал четырёхлетний контракт на общую сумму 6,6 млн долларов. В дебютном сезоне тренерский штаб «Долфинс» во главе с Адамом Гейзом задействовал Гесики как основного блокирующего тайт-энда. В результате его эффективность на приёме была невысокой, в регулярном чемпионате он сделал всего 22 приёма на 202 ярда. В 2019 году, после прихода в команду новых главного тренера и координатора нападения, роль Гесики в пасовом нападении выросла. Регулярный чемпионат он завершил с 570 ярдами на приёме и пятью тачдаунами. Этот результат седьмым для тайт-эндов в истории команды.
В матче второй игровой недели сезона 2020 года против «Баффало Биллс» Гесики набрал на приёме 130 ярдов, установив рекорд клуба для тайт-эндов. Всего в регулярном чемпионате он набрал на приёме 703 ярда с шестью тачдаунами и стал вторым тайт-эндом в лиге по количеству пойманных в борьбе защитниками мячей.

#### Статистика выступлений в НФЛ

##### Регулярный чемпионат
| Сезон | Команда        | Игры | Приём | Приём | Приём | Приём | Вынос | Вынос | Вынос | Вынос |
| Сезон | Команда        | Игры | Rec   | Yds   | Y/A   | TD    | Att   | Yds   | Y/A   | TD    |
| ----- | -------------- | ---- | ----- | ----- | ----- | ----- | ----- | ----- | ----- | ----- |
| 2018  | Майами Долфинс | 16   | 22    | 202   | 9,2   | 0     | 0     | 0     | 0,0   | 0     |
| 2019  | Майами Долфинс | 16   | 51    | 570   | 11,2  | 5     | 0     | 0     | 0,0   | 0     |
| 2020  | Майами Долфинс | 15   | 53    | 703   | 13,3  | 6     | 0     | 0     | 0,0   | 0     |
| Всего | Всего          | 47   | 126   | 1 475 | 11,7  | 11    | 0     | 0     | 0,0   | 0     |